# 白瀨海岸
白瀨海岸（日語：しらせかいがん）是南極洲的海岸，位於愛德華七世地，處於賽普爾海岸和科貝克角之間，以日本探險家白瀨矗命名，現時由南極條約體系管理。